# 1715 en philosophie
Chronologie de la philosophie
- 1711
- 1712
- 1713
- 1714
- 1715
- 1716
- 1717
- 1718
- 1719

L’année 1715 a été marquée, en philosophie, par les événements suivants :

## Publications
- Christian Thomasius :  Lancelotti Johannis Pauli, Institutiones juris canonici cum notis variorum præcipue arcana dominationis papalis episcopalis et clericalis in ecclesia romana detegentibus in usum auditorii Thomasiani [...], Halæ Magdeburgicæ, Officina libraria Rengeriana, 1715-1717, 4 vol.(commentaires et notes par Christian Thomasius du manuel de droit canonique de Giovan Paolo Lancellotti)

## Décès
- 7 janvier à Cambrai : François de Salignac de La Mothe-Fénelon dit Fénelon, né le 6 août 1651 au château de Fénelon à Sainte-Mondane (Quercy, aujourd'hui la Dordogne), est un homme d'Église, théologien, pédagogue et écrivain français.

- 29 janvier à Rouen : Bernard Lamy, né le 15 juin 1640 au Mans, est un mathématicien, philosophe et physicien français.

- 13 octobre à Paris : Nicolas Malebranche, né à Paris le 6 août 1638, est un philosophe, prêtre oratorien et théologien français. Dans ses œuvres, il a cherché à synthétiser la pensée de saint Augustin et Descartes. Malebranche est surtout connu pour ses doctrines de la Vision des idées en Dieu et de l'occasionnalisme qui lui permettent de démontrer le rôle actif de Dieu dans chaque aspect du monde ainsi que l'entière dépendance de l'âme vis-à-vis de Dieu. Il est qualifié de « plus grand métaphysicien que la France ait jamais eu » par le philosophe catholique Étienne Gilson[1].